# الأيام السعيدة (أغنية)
الأيام السعيدة (أو HAPPY DAYS) كما هي في الكليب الرسمي للأغنية هي إحدى أشهر أغاني مغني الراب التونسي-الإيطالي غالي نشرت يوم 12 مايو 2017 وقام بإنتاجها تشارلي تشارلز Charlie Charles الصديق المقرب لغالي في إيطاليا.

## الأدوار
- غالي  – الصوت والكلمات، أداء الكليب.
- تشارلي تشارلز – الإنتاج, المونتاج, الميكساج, اتقان.

## التصنيف
تم ترتيب الأغنية في المركز الأول على تونس بسبب عدد المشاهدات الكبير في إيطاليا من قبل متابعي غالي في إيطاليا.

## موقع التصوير
تم تصوير كليب الأغنية في جنوب أفريقيا بطريقة احترافية ودقة عالية. حيث يتجول غالي في أماكن التصوير مع مجموعة من السكان.